# Лаир, Бернар
Бернар Лаир (фр. Bernard Lahire, р. в 1963, Лион, Франция) — французский социолог.

## Биография
Специализировался на социологии образования, исследовал факторы плохой успеваемости в начальной школе. Преподавал социологию в Université Lumière Lyon 2 (1994—2000), с 2000 — в École normale supérieure de Lyon, с 2011 — помощник директора Центра Макса Вебера при Национальном центре научных исследований. Руководит книжной серией Лаборатория социальных наук в издательстве La Découverte. Приглашенный исследователь в университетах США, Швейцарии, Бельгии, Аргентины, Бразилии.

## Сфера научных интересов
Социология образования, социология литературы и чтения, методология социальных наук.

## Избранные труды
- 1993 Письменная культура и культурное неравенство/ Culture écrite et inégalités scolaires. Sociologie de l'" échec scolaire " à l'école primaire, Lyon, PUL.
- 1993 La Raison des plus faibles. Rapport au travail, écritures domestiques et lectures en milieux populaires, Lille, PUL.
- 1995 Tableaux de familles. Heurs et malheurs scolaires en milieux populaires, Paris, Gallimard/Seuil.
- 1997 Les Manières d'étudier, Paris, Documentation française.
- 1998 Человек во множественном числе. Мотивы действия/ L’Homme pluriel. Les ressorts de l’action, Paris, Nathan.
- 1999 Изобретение неграмотности/ L’Invention de l’illettrisme. Rhétorique publique, éthique et stigmates, Paris, La Découverte.
- 1999 Социологические труды Пьера Бурдье/ Le Travail sociologique de Pierre Bourdieu. Dettes et critiques, Paris, La Découverte.
- 2002 Portraits sociologiques. Dispositions et variations individuelles, Paris, Nathan.
- 2002 Зачем нужна социология?/ À quoi sert la sociologie ?, Paris, La Découverte.
- 2004 Социология чтения/ Sociologia de la lectura, Barcelona, Gedisa (на исп. яз.).
- 2004 La Culture des individus. Dissonances culturelles et distinction de soi, Paris, La Découverte.
- 2005 Социологический разум/ L’Esprit sociologique, Paris, La Découverte.
- 2006 Литературное существование. Двойная жизнь писателей/ La Condition littéraire. La double vie des écrivains, Paris, La Découverte. Traduit en Allemagne.
- 2008 La Raison scolaire. École et pratiques d'écriture, entre savoir et pouvoir, Rennes, Presses Universitaires de Rennes, Paideia.
- 2010 Франц Кафка. К теории литературного творчества/ Franz Kafka. Éléments pour une théorie de la création littéraire, Paris, La Découverte.
- 2011 Как они живут и как пишут/ Ce qu’ils vivent, ce qu’ils écrivent. Mises en scène littéraires du social et expériences socialisatrices des écrivains, Paris, éditions des archives contemporaines.
- 2012 Множественный мир. Размышляя о единстве социальных наук/ Monde pluriel. Penser l’unité des sciences sociales, Paris, Seuil, Couleur des idées
- 2013 Les Plis singuliers du social. Individus, institutions, socialisations, Paris, La Découverte

## Признание
Труды переведены на английский, испанский, португальский, румынский, японский языки.
В число наград входит Серебряная медаль Национального центра научных исследований (2012).
Кавалер ордена Почётного легиона.